# Хлібичин (зупинний пункт)
Хлі́бичин — пасажирський залізничний зупинний пункт Івано-Франківської дирекції Львівської залізниці розташований на одноколійній неелектрифікованій лінії Хриплин — Коломия.
Розташований у селі Лісний Хлібичин Коломийського району Івано-Франківської області між станціями Отиня (8 км) та Коршів (8,5 км).
На зупинному пункті зупиняються приміські поїзди.